# Великий Острожок
Вели́кий Острожо́к — село в Україні, в Уланівській сільській громаді Хмільницького району Вінницької області. Населення становить 545 осіб.

## Географія
Селом протікає річка Витхла, яка у Пагурцях впадає у річку Сниводу. У селі річка Журавель впадає у річку Витхлу.

## Люди
В селі народилися:
- Гончарук Євген Гнатович (1930—2004) — вчений-гігієніст, академік НАН, АМН та АПН України.
- Олійник Ганна Петрівна (1924—2022) — українська художниця.